# Bad Boys: Ride or Die
Bad Boys: Ride or Die (ugs. Bad Boys 4) ist ein US-amerikanischer Actionfilm, der von Adil El Arbi und Bilall Fallah inszeniert wurde und eine Fortsetzung von Michael Bays Bad Boys – Harte Jungs (1995), Bad Boys II (2003) und Bad Boys for Life (2020) darstellt. In den Hauptrollen sind wie zuvor Will Smith und Martin Lawrence zu sehen. Die Veröffentlichung des Films erfolgte am 6. Juni 2024 in Deutschland und am darauffolgenden Tag in den amerikanischen Kinos.

## Handlung
Vier Jahre nach dem Tod von Isabel Aretas heiratet Detective Michael „Mike“ Lowrey seine Physiotherapeutin Christine. Während der Hochzeit erleidet sein Partner, Detective Marcus Burnett, einen leichten Herzinfarkt und fällt ins Koma. Er erlebt dabei eine Vision des verstorbenen Captains Conrad Howard, der ihm sagt, dass seine Zeit noch nicht gekommen sei.
Als Marcus im Krankenhaus aufwacht, ist er fest davon überzeugt, unsterblich zu sein. Kurz darauf enthüllen die Nachrichten, dass Captain Howard in Korruptionsgeschäfte mit Drogenkartellen verwickelt war. Da Captain Howards guter Ruf posthum beschmutzt wird, sind Mike und Marcus entschlossen, mit Hilfe von Captain Rita Secada und ihrem neuen Freund, dem Bürgermeisterkandidaten Adam Lockwood, seine Unschuld zu beweisen. Mike und Marcus besuchen Mikes Sohn, Armando Aretas, der wegen des Mordes an Howard im Gefängnis sitzt. Armando sagt, dass Howard nicht korrupt war, aber dass er wusste, wer mit den Kartellen zusammenarbeitete. Er erklärt, dass korrupte Beamte ihn und seine Mutter angeheuert haben, um Howard zu töten, weil er kurz davor war, die Korruption aufzudecken, und bietet seine Hilfe an, um die Person zu identifizieren, die für den Mord an Howard verantwortlich ist.
Als die Verschwörer versuchen, auf Captain Howards Computer zuzugreifen, wird ein voraufgezeichnetes Fail-Safe-Video an Mike und Marcus geschickt, in dem Howard sie vor Korruption innerhalb der Polizei warnt. Howard verwendet den Ausdruck „Flaschenboden-Riese“ als Codewort und es stellt sich heraus, dass er die Informationen an ihren ehemaligen Hackerkollegen Fletcher weitergegeben hat. Sie begeben sich zu Fletchers Club, um ihn zu befragen. Von den Verschwörern angeheuerte Killer verfolgen sie jedoch zum Club und töten Fletcher. Über einen QR-Code, der in einem Wandkunstwerk im Club versteckt ist, kann ein zweites Video von Captain Howard abgerufen werden.
In der Zwischenzeit wird Armando von mehreren als Gefangene getarnten Verschwörern angegriffen, die er jedoch alle abwehren kann. Mike und Marcus sorgen dafür, dass Armando per Transporthubschrauber (Boeing-Vertol CH-47) an einen sicheren Ort in Miami gebracht wird. Die Verschwörer schleichen sich jedoch an Bord und töten den Piloten und die Wachen und bringen den Hubschrauber zum Absturz. Mike, Marcus und Armando überleben, werden aber von den Verschwörern als gesuchte Flüchtige gebrandmarkt. Als die Verschwörer ein Kopfgeld in Höhe von 5.000.000 USD auf die drei aussetzen, werden sie sowohl von den Polizeibehörden als auch von opportunistischen Kriminellen gejagt. Conrads Tochter, US-Marshal Judy Howard, schwört Rache an Armando für den Mord an ihrem Vater.
Mit Hilfe des Teams „Advanced Miami Metro Operations“ (AMMO) decken Mike, Marcus und Armando zusammen mit den Teammitgliedern Dorn und Kelly die Videohinweise auf, die hinter dem Mord und der Falle stecken. Armando identifiziert den Mann, der ihn angeheuert hat, um Captain Howard zu töten, als den ehemaligen Army Ranger und jetzigen DEA-Agenten James McGrath. Während seiner Undercover-Tätigkeit wurde McGrath vom Kartell gefangen genommen und gefoltert, bis er seine Komplizen verriet und seitdem mit ihnen zusammenarbeitet. McGrath arrangiert die Entführung von Christine und Callie, Judys Tochter. Dann schickt er seine Männer aus, um Marcus’ Familie zu holen, aber sein Schwiegersohn Reggie, der ein US-Marine ist, tötet sie alle im Alleingang. Rita, Dorn und Kelly nehmen Lockwood fest, nachdem sie erfahren haben, dass er mit McGrath zusammenarbeitet.
Mit Lockwood als Köder liefert sich das Team ein heftiges Feuergefecht mit McGraths Männern in einem ehemaligen Alligator-Freizeitpark, um Christine und Callie zu retten, wo Lockwood von einem Alligator gefressen wird, nachdem er versucht hat, das Team zu hintergehen. Mike konfrontiert McGrath, der Christine und Marcus mit vorgehaltener Waffe als Geiseln festhält. McGrath stellt Mike ein Ultimatum: Er muss sich entscheiden, ob Christine oder Marcus sterben soll. In Anspielung auf Marcus’ neu gewonnene Überzeugung, dass er „nicht sterben kann“, schießt Mike Marcus in seine kugelsichere Weste. Das Chaos ermöglicht es Christine und Marcus, sich zu befreien, bevor Mike McGrath erschießt. Inmitten des Chaos findet Judy Armando und will ihn töten, aber Callie taucht auf und sagt ihrer Mutter, dass Armando ihr das Leben gerettet hat. Aus Dankbarkeit für seine Heldentat zeigt Judy Gnade mit ihm und lässt ihn entkommen.
Nachdem sie und Howard von allen Anschuldigungen freigesprochen wurden und die Korruption aufgedeckt wurde, feiern Mike und Marcus zusammen mit Reggie beim Grillen im Park.
In einer Post-Credit-Szene wird der Zuschauer in das Jahr 305 v. Chr. versetzt. Diese Szene knüpft an eine frühere Stelle im Film an, als Marcus nach seinem Herzinfarkt verwirrt wirkt und sich bei Mike für sein Verhalten im Jahr 305 v. Chr. entschuldigt. Er gesteht Mike, dass er ihn damals in Form eines Esels besessen, schlecht behandelt und geschlagen habe. Mike hört sich das an, tut es aber als wirres Gerede aufgrund des Herzinfarkts ab. Zu Beginn der Post-Credit-Szene sieht man dann einen Mann im Jahr 305 v. Chr., der Marcus stark ähnelt und wie dieser spricht. Der Mann führt einen Esel an einer Leine durch die Gegend und beschimpft ihn. Plötzlich stößt der Esel den Mann zu Boden, lacht und beleidigt ihn mit der Stimme von Mike auf eine Art und Weise, wie die zwei Partner es seit Jahrzehnten miteinander handhaben.

## Entstehung
Drehbuchautor Chris Bremner begann im Januar 2020 mit den Arbeiten an einem vierten, zu diesem Zeitpunkt noch unbetitelten Teil. Anfang 2023 bestätigten die beiden Hauptdarsteller Will Smith und Martin Lawrence, dass sich der Film in der Pre-Production befinde und auch Adil El Arbi und Bilall Fallah erneut als Regisseure beteiligt sind. Gut ein halbes Jahr später wurde kommuniziert, dass Bad Boys 4 am 14. Juni 2024 in die US-amerikanischen Kinos kommen soll. Auf der offiziellen deutschsprachigen Website zum Film teilte Sony Pictures später mit, dass die Veröffentlichung in Deutschland auf den 6. Juni 2024 terminiert ist und im Begleittext zum ersten offiziellen Trailer auf YouTube wurde der US-Termin auf den Tag danach angesetzt. Insgesamt dauerten die Dreharbeiten elf Monate bis Anfang März 2024, wobei sich der Zeitraum durch eine halbjährige Unterbrechung aufgrund eines Hollywood-Streiks verlängerte. Die Post-Production-Phase bis Kinostart sei mit drei Monaten nach Drehende deshalb so kurz, heißt es, da der Großteil des Films bereits bei Streikbeginn abgedreht war und lediglich Schauspieler und Drehbuchautoren streikten. Wie schon im zweiten Teil der Reihe hat Michael Bay, Regisseur der ersten beiden Filme der Reihe, einen Cameoauftritt als Autofahrer. Der TikTok- und YouTube-Star Khaby Lame hat in dem Film einen kurzen, nonverbalen Cameoauftritt. Theresa Randle spielt erstmals nicht mehr Marcus’ Ehefrau Theresa. Die Rolle übernimmt Tasha Smith.

## Synchronisation
Die deutschsprachige Synchronisation entstand bei der Iyuno Germany Berlin nach einem Dialogbuch von Sven Hasper, der auch die Dialogregie übernahm und im Film einen Nachrichtensprecher synchronisierte.
| Figur                           | Darsteller       | Deutscher Sprecher   |
| ------------------------------- | ---------------- | -------------------- |
| Detective Michael „Mike“ Lowrey | Will Smith       | Jan Odle             |
| Detective Marcus Burnett        | Martin Lawrence  | Dietmar Wunder       |
| Kelly                           | Vanessa Hudgens  | Marieke Oeffinger    |
| Dorn                            | Alexander Ludwig | Jaron Löwenberg      |
| Rita                            | Paola Nuñez      | Sonja Spuhl          |
| James McGrath                   | Eric Dane        | David Nathan         |
| Adam Lockwood                   | Ioan Gruffudd    | Johannes Berenz      |
| Armando Aretas                  | Jacob Scipio     | Nicolás Artajo       |
| Christine Lowrey                | Melanie Liburd   | Yvonne Greitzke      |
| Theresa Burnett                 | Tasha Smith      | Juana von Jascheroff |
| Tabitha                         | Tiffany Haddish  | Peggy Sander         |
| Captain C. Howard               | Joe Pantoliano   | Michael Pan          |

## Rezeption
Auf Rotten Tomatoes wurde der Film von 65 % der professionellen Filmkritiker positiv beurteilt. Bei der Publikumsmeinung erreicht der Film 97 % Zustimmung. Der Film spielte (bislang) weltweit knapp 402 Millionen US-Dollar ein, bei einem Produktionsbudget von 100 Millionen US-Dollar.